# Skoljoggen
Skoljoggen, tidigare även Springslanten, är ett löpningsevenemang som arrangerats skolor i Sverige varje höst sedan 1981 av Svenska Skolidrottsförbundet. Skoljoggen arrangeras för att uppmärksamma elevernas rörelseglädje, gemenskap och hälsa. År 2024 deltog 250 000 barn och ungdomar från över tusen skolor. I samband med Skoljoggen samlas en frivillig Springslant in. Den går till en förmånstagare och Skolidrottsförbundet. 2017–2021 var Clowner utan Gränser förmånstagare. År 2024 gick pengarna till Radiohjälpens insamling Världens Barn.